# Barton (cratère)
Pour les articles homonymes, voir Barton.
Barton est un cratère de Vénus d'un diamètre de 54 km. Le nom de Barton a été proposé par le Magellan Science Team, en hommage à Clara Barton, fondatrice de la Croix-Rouge américaine; le nom est en attente d'approbation par l'Union astronomique internationale. Le pic central de Barton a été perturbé après le processus de formation de cratère.

## Source
- Peak-Ring Crater, Jet Propulsion Laboratory de la NASA
- Gazetteer of Planetary Nomenclature - Barton. International Astronomical Union (1 октября 2006).